# Newport Castle
Newport Castle (walisisch Castell Casnewydd) ist eine Burgruine in Gwent in Wales. Die als Kulturdenkmal der Kategorie Grade II* klassifizierte und als Scheduled Monument geschützte Ruine liegt am Westufer des Usk im Zentrum der Stadt Newport.

## Geschichte
Der Ursprung der Burg ist ungeklärt. Bereits im 12. Jahrhundert befand sich bei Newport eine Burg, die 1172 von König Heinrich II. besucht wurde. Während einer Belagerung durch Hugh de Audley während des Despenser War wurde die Burg 1321 erobert und schwer beschädigt. Ob sich die Burg damals schon an der jetzigen Stelle oder auf dem Stow Hill nahe der heutigen Kathedrale befand, ist umstritten. Nach dem endgültigen Sturz Despensers fiel Newport 1326 an de Audley und wurde zum Zentrum der neuen Herrschaft Wentloog, die zuvor zu Glamorgan gehört hatte. Die heute noch erhaltenen Teile der Burg wurden nach 1327 und vor 1386 von d'Audele oder seinem Schwiegersohn Ralph de Stafford, 1. Earl of Stafford erbaut. Die neue Burg verdeutlichte die Stellung als eigenständige Herrschaft, diente jedoch selten als Residenz, sondern vor allem als Verwaltungszentrum. Während der Rebellion von Owain Glyndŵr wurde die Burg 1403 schwer beschädigt. Ein weiterer Ausbau erfolgte im zweiten Viertel des 15. Jahrhunderts, bei dem die Burg verstärkt und verschönert wurde, nachdem ihr Burgherr Humphrey Stafford zum Duke of Buckingham erhoben wurde. Die nördliche Mauer und der Südturm wurden dabei erhöht. Gegen Ende des 15. Jahrhunderts diente sie für kurze Zeit als Residenz von Jasper Tudor. Nach der Hinrichtung des 3. Dukes of Buckingham 1521 wurde die Burg vernachlässigt und verfiel. Während des englischen Bürgerkriegs wurde die Burg noch einmal von einer royalistischen Garnison besetzt. Nach dem Bürgerkrieg wechselte die verfallene Burg mehrfach den Besitzer. Ab 1820 wurden Teile des Geländes als Brauerei genutzt, später kamen weitere Gewerbebetriebe hinzu. Die westlichen Teile der Ringmauer wurden dafür abgerissen. 1899 erwarb Lord Tredegar die Reste der Burg, die er 1930 dem Staat übergab. Bis zum Kriegsausbruch 1939 wurden Sicherungsarbeiten an der Ruine durchgeführt. Heute liegt die Ruine eingezwängt zwischen dem Fluss, einer Straße und einer Eisenbahnbrücke. Die Ruine wird von Cadw betreut, ist jedoch wegen ihres schlechten Zustands nicht zu besichtigen.

## Anlage
Die Burg war eine Ringmauerburg mit mehreren Türmen an den Seiten, erbaut aus fleckigem Old-Red-Sandstein. Erhalten ist jedoch nur der östliche, am Fluss gelegene Teil. Im Norden befindet sich die Ruine eines zweigeschossigen polygonalen Turmes, der einfache Wohnquartiere enthielt. Neben dem Turm befinden sich die Reste des Palas, der im Obergeschoss die Wohnhalle und einen weiteren Raum enthielt. In der Mitte der Anlage befindet sich die Ruine des einst dreigeschossigen Hauptturms, der eine Pforte zum Fluss enthielt, so dass die Burg direkt mit Booten versorgt werden konnte. Der Turm wurde im 15. Jahrhundert umgebaut und enthielt einst einen Empfangsraum und im obersten Stockwerk vermutlich eine Kapelle. An den Turm grenzt ein enges Gebäude aus dem 15. Jahrhundert, das zum Südturm führt. Der ursprünglich zweigeschossige Turm wurde im 15. Jahrhundert um ein Stockwerk erhöht und enthielt die komfortablen Privatgemächer des Burgherrn.